# Friesisch-Fränkische Kriege

Karte des Fränkischen Reiches von 481 bis 814

Die Friesisch-Fränkischen Kriege waren eine Reihe von militärischen Konflikten zwischen dem Frankenreich und dem Königreich Friesland im 7. und 8. Jahrhundert.

## Geschichte
Während der Zeit des Großfriesischen Reiches kam es immer wieder zu Konflikten mit dem südlich gelegenen Frankenreich. Während das Großfriesische Reich unter König Aldgisl noch weitestgehend in Frieden mit den Franken lebte, kam es unter Aldgisls Nachfolger Radbod immer wieder zu Auseinandersetzungen. Die Kriege wurden vor allem wegen der Kontrolle des Rhein-Maas-Deltas geführt, das von den Friesen beherrscht wurde. In der Schlacht bei Dorestad, an den Ufern des Rheins, unterlag er dem Herrscher des Frankenreiches Pippin dem Mittleren und musste den westlichen Teil des Reiches an die Franken abtreten. In den fränkisch beherrschten Gebieten setzte ab 690 die Missionierung der heidnischen Friesen durch Willibrord ein.
Nach dem Tod von Pippin dem Mittleren sammelte Radbod seine Truppen und eroberte 716 die zuvor verlorenen Gebiete in einer Schlacht gegen den fränkischen Hausmeier Karl Martell zurück. Radbod starb 719 und sein Nachfolger wurde Poppo. Unter seiner Herrschaft setzten die Franken zur Rückeroberung des westlichen Frieslands an und bereits 720 waren alle vormals friesischen Landesteile westlich der Vlie wieder in fränkischer Hand.
734 entsandte Karl Martell seine Truppen erneut nach Friesland und es kam zur Schlacht an der Boorne, in der die Franken die friesischen Truppen vernichtend schlagen konnten. Poppo fand in der Schlacht den Tod und die Franken annektierten auch das friesische Gebiet zwischen der Vlie und der Lauwers.
Den Friesen verblieb damit nur noch ein wesentlich verkleinerter Herrschaftsbereich. Mit der Zeit ging er im immer größer werdenden Frankenreich auf.